# Chai dao
Das Chai Dao gehört zu den Taidao (Hellebarde mit Säbelklinge).

## Herkunft
Seine genaue Herkunft lässt sich nicht ermitteln. Es lässt sich aufgrund seiner Form weder eindeutig zu den  Dao noch den Ji (chinesische Hellebarde) zuordnen. Diese Waffen sind im Kung Fu sehr beliebt und weit verbreitet. Das Chai Dao ist verwandt mit dem Pu Dao (Pferdeschlächter), jedoch weniger bekannt. Das Pu Dao hat einen längeren Schaft und ist in seiner äußeren Form sonst fast identisch. Beide Waffen wurden für die Infanterie genutzt, gerne gegen die Beine von Pferden (daher auch der Name Pferdeschlächter). Man braucht sehr viel Kraft und auch Übung, um sie erfolgreich einzusetzen. Das Pu Dao wird heute noch auf Wushu-Wettkämpfen vorgeführt.

## Beschreibung der Waffe
Im Gegensatz zu den anderen langschaftigen Breitschwertern hat diese Waffe einen kürzeren Schaft, etwa gleich lang wie die Klinge. Das Chai Dao ist zwischen 1,50 und 1,60 Meter lang. Am unteren Ende des Schaftes befindet sich ein Ring, durch den die Waffe mit einer Lederschlaufe am Handgelenk befestigt werden konnte. Diese Befestigung konnte im offenen Kampf den Waffenverlust verhindern.